# Burila Mare
Burila Mare là một xã thuộc hạt Mehedinți, România. Dân số thời điểm năm 2002 là 2723 người.